# JB-329
JB-329是一种含氮有机化合物，化学式C
20H
29NO
3，能作为抗膽鹼劑，属于化学武器二苯乙醇酸-3-喹咛环酯（QNB）的结构类似物。